# Sinosuthora zappeyi
A Sinosuthora zappeyi a verébalakúak (Passeriformes) rendjébe, ezen belül az óvilági poszátafélék (Sylviidae) családjába tartozó, 12 centiméter hosszú madárfaj. Közép-Kína mérsékelt övi, hegyi erdőiben és bokros vidékein él. Sebezhető, mivel élettere csökken. Magokat (elsősorban bambuszmagot) és rovarokat fogyaszt. Májustól júniusig költ.

## Alfajai
- S. z. zappeyi (Thayer & Bangs, 1912) – középső Kína (északnyugat-Kujcsou, délközép Szecsuan, az Erlang-hegység kivételével);
- S. z. erlangshanicus (Cheng Tsohsin et al., 1983) – középső Kína (Erlang-hegység).

## Fordítás
- Ez a szócikk részben vagy egészben  a   Grey-hooded parrotbill című angol Wikipédia-szócikk fordításán alapul.  Az eredeti cikk szerkesztőit annak laptörténete sorolja fel. Ez a jelzés csupán a megfogalmazás eredetét és a szerzői jogokat jelzi, nem szolgál a cikkben szereplő információk forrásmegjelöléseként.